# Хилдбургхаузен (окръг)
Окръг Хилдбургхаузен (на немски: Landkreis Hildburghausen) е окръг в провинция Тюрингия, Германия. Неговата обща площ е 938,42 км2. Населението му към 31 декември 2020 г. е 62 656 души. Административен център е град Хилдбургхаузен.